# Seri Breguet 270
Breguet 27 là loại máy bay trinh sát quân sự hai tầng cánh của Pháp trong thập niên 1930. Do hãng Breguet Aviation chế tạo, được trang bị cho Armée de l'Air (Không quân Pháp) và xuất khẩu cho Venezuela, Trung Quốc.

## Biến thể
Breguet 27S
Chiếc Bre.27S duy nhất, sửa đổi từ Bre.330 số 2, lắp động cơ Hispano-Suiza 12Nb.
Bre.270
Mẫu thử (10 chiếc) và là phiên bản sản xuất đầu tiên (143 chiếc) lắp động cơ Hispano-Suiza 12Hb.
Bre.271
Phiên bản lắp động cơ Hispano-Suiza 12Y, 45 chiếc.
Bre.272
Phiên bản lắp động cơ Gnome-Rhône 9Kdrs, 2 chiếc.
Bre.272TOE
(Théatres des Operations Extérieures) Phiên bản được cải tiến để phù hợp với môi trường khí hậu khắc nghiệt ở thuộc địa, lắp động cơ Renault 9Fas, 1 chiếc.
Bre.273
Phiên bản trinh sát-ném bom dành cho xuất khẩu, lắp động cơ Hispano-Suiza 12Ybrs, 13 chiếc và 1 chiếc hoán cải từ Bre 270.
Bre.274
Phiên bản lắp động cơ Gnome-Rhône 14Kdrs, được Maryse Hilsz sử dụng trong cuộc đua hàng không năm 1936, 1 chiếc.
Bre.330
Phiên bản tầng cao của Breguet 27, lắp động cơ Hispano-Suiza 12Nb, 1 chiếc sau này định danh thành Bre.27S, 2 chiếc.
Bre.330.01
Mẫu thử Bre.330 thứ hai phù hợp cho các chuyến bay thời gian dài.

## Quốc gia sử dụng
Brasil
- Không quân Brazil

 Đài Loan
- Không quân Cộng hòa Trung Hoa

 Pháp
- Armée de l'Air

 Venezuela
- Không quân Venezuela

## Tính năng kỹ chiến thuật (Bre.270A.2)

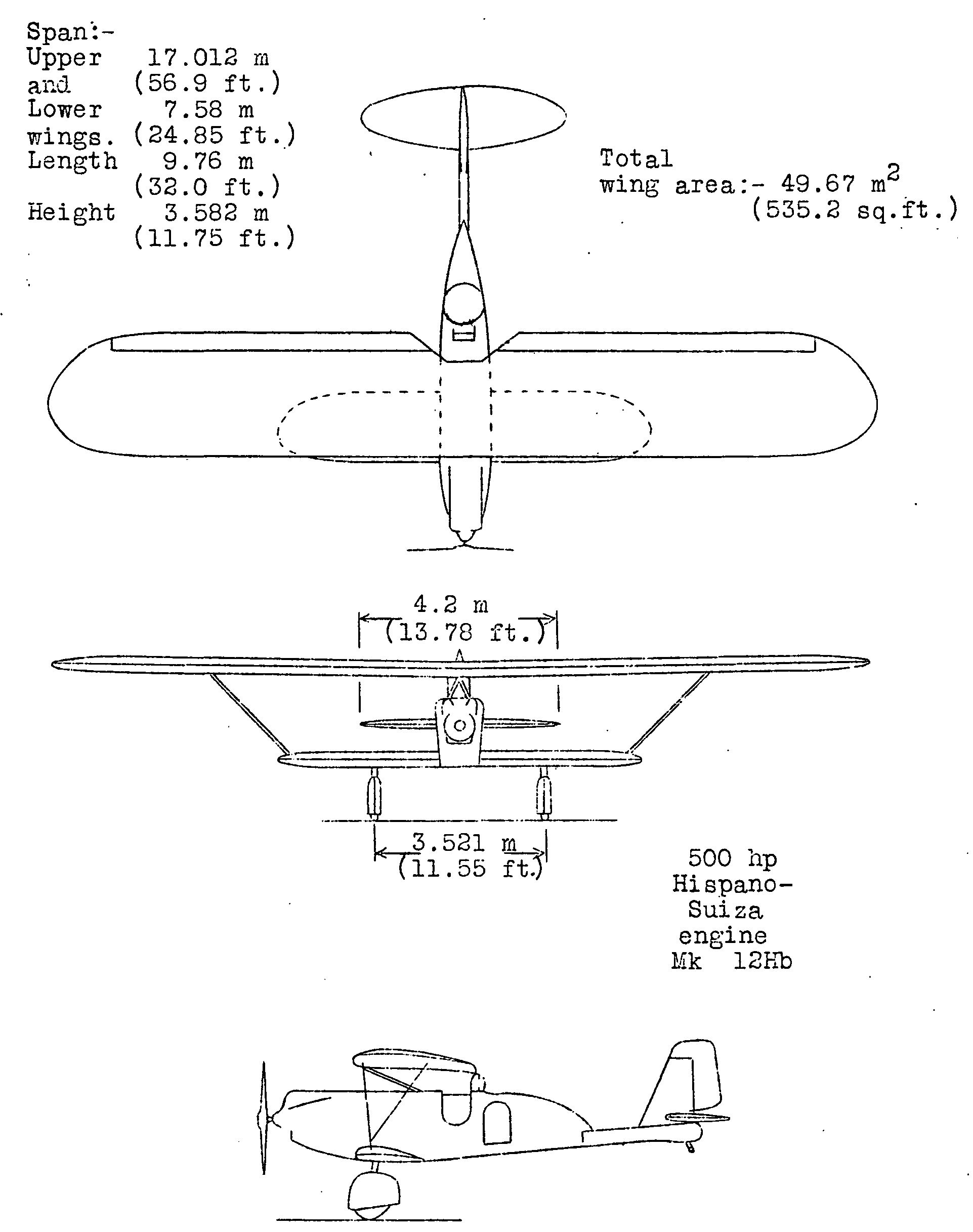
Breguet 270

Đặc điểm tổng quát
- Kíp lái: 2
- Chiều dài: 9,76 m (32 ft ¼ in)
- Sải cánh: 17,01 m (55 ft 9¼ in)
- Chiều cao: 3,55 m (11 ft 5¾ in)
- Diện tích cánh: 49,67 m2 (534,66 ft2)
- Trọng lượng rỗng: 1.756 kg (3.871 lb)
- Trọng lượng có tải: 2.393 kg (5.276 lb)
- Powerplant: 1 × Hispano-Suiza 12Hb, 373 kW (500 hp)

Hiệu suất bay
- Vận tốc cực đại: 236 km/h (147 mph)
- Tầm bay: 1.000 km (621 dặm)
- Trần bay: 7.900 m (25.920 ft)
- Vận tốc lên cao: 3,4 m/s (670 ft/phút)

Vũ khí trang bị
- 1 × Súng máy Vickers 7.7 mm (.303 in) Súng máy Vickers
- 2 × súng máy Lewis 7.7 mm (.303 in)
- 120 kg (264 lb) bom